# Andijk
Andijk és un antic municipi de la província d'Holanda del Nord, al centre-oest dels Països Baixos. L'1 de gener de 2009 tenia 6.474 habitants repartits per una superfície de 47,69 km² (dels quals 26,51 km² corresponen a aigua). Des de l'1 de gener de 2011 forma part del municipi de Medemblik. Limita a l'oest amb Wervershoof, a l'est amb Enkhuizen, i al sud amb Stede Broec.

## Centres de població
- Bangert
- Kerkbuurt
- Centrum Zuid
- Centrum
- Andijk West
- Andijk Oost
- Fruittuinen
- Mantelhof

## Ajuntament
- CDA - 4 regidors
- PvdA - 3 regidors
- VVD - 3 regidors
- GroenLinks - 2 regidors
- ChristenUnie - 1 regidor